# متحف الأطفال الكندي
متحف الأطفال الكندي (بالإنجليزية: Canadian Children's Museum)‏ (يُشار إليه اختصارًا: CCM)؛ متحف يقع داخل المتحف الكندي للتاريخ في غاتينو في الكيبك. يعد من بين المتاحف الأكثر شعبية في البلاد، حيث يجذب حوالي نصف مليون زائر كل عام. وهو أيضًا أكبر مركز معارض في كندا على مساخة تصل إلى 3000 متر مربع وهو مصمم خصيصًا للأطفال حتى سن 14 عامًا.
تتم إدارة متحف الأطفال من قبل المتحف الكندي للتاريخ وهي مؤسسة تاج الكندية والمسؤولة أيضًا عن المتحف الكندي للتاريخ ومتحف الحرب الكندي ومتحف البريد الكندي والمتحف الافتراضي لفرنسا الجديدة.

## المغامرة الكبرى
يحتوي المتحف على أهم فعالياته وهي المغامرة الكبرى، وهي رحلة تفاعلية  بين الثقافات. مع جواز سفر صادر عن المتحف وخيال  متجدد، يمكن للزوار السفر إلى نيجيريا واليابان والهند والمكسيك وإندونيسيا ووجهات دولية أخرى. ويتحقق ذلك من خلال السفر عبر المتحف الذي يتكون من سلسلة من المحطات الممتعة والتعليمية والتفاعلية. عند مدخل كل محطة توجد آلة ختم يستخدمها المرء لختم الصفحة في جواز السفر الذي يتوافق مع هذه المحطة، تمامًا كما يحدث عندما يسافر واحد بالفعل.
تقوم كل محطة بتعليم الزوار حول جانب مختلف من العالم. مما يمكنهم من زيارة مقهى طفل والتنزه في سوق السوق والقيام برحلة عبر الصحراء والمساعدة في تفريغ سفينة شحن.
يمكن المتحف الأطفال أيضًا من الصعود على متن حافلة مزينة بألوان زاهية من باكستان، والتي ربما تكون أكثر القطع الأثرية المحبوبة في المتحف.
تأكد إدارة المتحف أن هدفها العام هو توفير بيئة ممتعة وعملية تمكن للأطفال من خلالها التعرف على العالم وتنوعه الثقافي.  

## مقتنيات المتحف
يوجد في متحف الأطفال تحف دائمة تضم أكثر من 15000 عنصر للاستخدام في معارضها وبرامجها. وتشمل على الألعاب والملابس والفن والصور وغيرها من الأشياء من جميع أنحاء العالم التي تتعلق بحياة الأطفال في الماضي والحاضر.

## الانتماءات
يتبع المتحف لـ جمعية المتاحف الكندية (CMA)، وشبكة معلومات التراث الكندي (CHIN)، والمتحف الافتراضي في كندا. كما ان المتحف هو عضو في الجمعية الدولية لمتاحف الأطفال، والعضو الكندي الوحيد في معرض متاحف الشباب التعاونية.

## التاريخ
افتتح متحف الأطفال في عام 1989 عندما انتقل متحف التاريخ (المعروف آنذاك باسم متحف الحضارة) إلى المبنى الحالي على الضفة الشمالية لنهر أوتاوا. وقد توسعت آلية التنسيق بالدولة مرتين منذ ذلك الحين، أولًا في عام 1994 ومرة أخرى في عام 2007. وفي نهاية يوليو 2007، رحبت إدارة المتحف بالزائر رقم 8 ملايين.

## روابط خارجية
- الموقع الرسمي